# Erich Heckel
Erich Heckel (Döbeln, 1883. július 31. – Radolfzell am Bodensee, 1970. január 27.) német festő és grafikus.

## Erich Heckel művészete
1904-ben Heckel Drezdába ment, hogy építészetet tanuljon. Itt találkozott Ernst Ludwig Kirchnerrel és Fritz Bleyllel. Velük, valamint Karl Schmidt-Rottluff-fal megalapította a Die Brücke csoportot. Abbahagyta tanulmányait, hogy teljesen a festészetnek szentelhesse magát. A barátságról és művészközösségekről idealista nézeteket valló Heckel tartotta össze a csoportot, átvéve a gyakorlati ügyek szervezését.
Heckel hamarosan felismerte, hogy pusztán ösztöneit követve nem juthat messzire a formák kidolgozásában. 1907 nyarán először utazott el az Északi-tenger partján fekvő Dangastba. A természet elementáris erőinek az élménye a benne élő intellektuális szigorral párosulva egész művészetét átalakította. 1909-ben Olaszországba utazott, ennek során jutott közelebb azokhoz a formai megoldásokhoz, amelyeket keresett. Mindenekelőtt az etruszk művészet volt rá nagy hatással, úgy érezte ez áll legközelebb saját egyszerűsítő, a dolgokat átlényegítő, szigorúan megszerkesztett kompozíciókat alkotó művészetéhez.
1910-től képein megjelenik a Die Brücke festőire jellemző síkszerűség. Szigorú zárt kompozíciókat alkotott hatalmas, színes sík felületekből és erőteljes kontúrokkal hangsúlyozta azokat. Érzelmi fűtöttségről azonban képeinek szigorúsága és furcsa szűkszavúsága árulkodik. Líraibb és puhább figura volt mint Ernst Ludwig Kirchner.
1911-ben Berlinbe költözött. Őt nem érdekelte annyira a nagyváros mozgalmassága, mint Kirchnert, továbbra is olyan témákat választott amiket nem a napi viszonyok határoznak meg. Továbbra is a tájak változatossága, az évszakok váltakozása felé fordult figyelme. Azt kutatta, mi foglalkoztatja az embereket, milyen céljaik, örömeik, bánataik vannak. Az emberi melegség iránti igény hívta éltre festészetét. Képeit úgy komponálta meg, hogy az egymásnak feszülő ellentétekből egyensúly jöjjön létre. Különös, szögletes, ügyetlennek látszó kompozícióiban felhasználva a kubizmus eredményeit, sikerült a fények ábrázolásának egy egészen sajátos technikáját kidolgoznia. A fény a kristályos formákban ölt testet, törik meg képein, a légkör látható lesz, az ég, föld, víz, ember egyetlen nagy egységbe olvad.

## Híres alkotásai
- Fürdőzők (1911)
- Fürdőzők a nádasban (1909)
- Tengerparti jelenet (1912)
- Franzi babával (1910)
- Tánc (1910)
- Az üveg-nap (1913)
- Egy ember portréja (1919)
- Vörös házak (1908)
- Téglaégető (1908)
- Szélmalom közel Dangast-hoz (1909)
- Szász falu (1910)
- Vasút Berlinben (1910)
- Corpus Christi Brüge-ben (1914)
- Táj viharban (1913)
- Tavas park (1914)
- Flamand táj (1916)
- Tavasz (1918)
- Falusi táj